# 사마휘

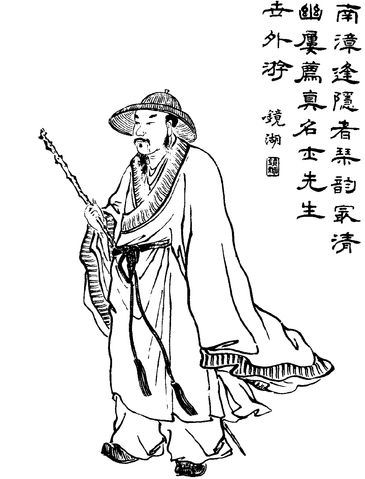

사마휘(司馬徽, ? ~ 208년)는 중국 후한 말의 인물로, 자는 덕조(德操), 호는 수경(水鏡)이며 예주 영천군 사람이다.

## 생애
그의 감정능력 및 인재발굴 능력에 특출했다고 전해진다. 또한, 유비가 서서(徐庶)가 조조(曹操)의 가짜 편지에 속아 조조에게 떠나며 제갈량을 알려 주었다는 것을 이야기해 주었을 때 서서가 가지 않았으면 서서의 노모가 무사했을 거라며 한탄하기도 하였다.
실제로 그 후에 서서의 노모는 아들에 대한 실망감과 조조에 대한 분노로 자살했다고 전해진다. 일명 수경선생으로 알려져 있다. 형주 자사 유표가 죽은 후 조조가 형주를 점령했을 때, 병으로 죽었다.
그의 제자로는 서서, 제갈량, 방통이 대표적이며, 최주평, 석도, 맹건 등도 제자로 알려져 있다. 그러나 이것은 모두 《삼국지연의》상의 허구이며, 그들은 제자가 아닌 그저 그에게 인정받은 인재들이라고 한다. 이선과 윤묵은 형주 유학 시절에 사마휘, 송충 등에게서 수학하였다.

## 《삼국지연의》상의 사마휘
삼국지연의 상에서 그는 누구의 말에도 항상 ‘좋다, 좋아!’라고 대답을 해서, ‘호호선생(好好先生)’이라는 별명을 얻는다.

## 제갈량과의 일화
제갈량, 서서, 방통 등 제자들에게 동굴을 빠져나오는 시험을 본 적이 있다고 한다. 당시 제갈량이 사마휘에게 '야 이 늙은이야, 이런 쓸 데 없는 수업받기에는 내 돈이 너무 아까우니, 내 수업료 돌려내라' 고 욕지거리를 했다. 이에 화가 난 사마휘가 제갈량을 끌어내라고 했으며, 서서와 방통이 제갈량을 끌어냈다고 한다. 제갈량이 기지를 발휘하여 동굴을 빠져나오는 시험을 통과한 것이다.

## 같이 보기
- 삼국지 인물 목록
- 진수 (서진)
- 나관중
- 배송지